# Yōichi Akiba
Yōichi Akiba (japanisch 秋葉 陽一 Akiba Yōichi; * 23. November 1983 in der Präfektur Saitama) ist ein ehemaliger japanischer Fußballspieler.

## Karriere
Akiba erlernte das Fußballspielen in der Jugendmannschaft von Urawa Reds und der Universitätsmannschaft der Universität Tsukuba. Seinen ersten Vertrag unterschrieb er 2006 bei Yokohama FC. Der Verein spielte in der zweithöchsten Liga des Landes, der J2 League. 2006 wurde er mit dem Verein Meister der J2 League und stieg in die J1 League auf. Für den Verein absolvierte er sechs Ligaspiele. 2008 wechselte er zum Zweitligisten Mito HollyHock. Für den Verein absolvierte er drei Ligaspiele. Ende 2008 beendete er seine Karriere als Fußballspieler.